# Ланди, Гаспаре
Гаспаре Ланди (итал. Gaspare Landi, 6 января 1756, Пьяченца — 28 февраля 1830, Пьяченца) — итальянский живописец академического направления.

## Биография
Гаспаре был вторым ребёнком в семье Эрколе Ланди и Марии Франчески Рицци и имел четырёх братьев и сестер. Родители художника были аристократического происхождения, но семья испытывала материальные затруднения до такой степени, что Эрколе Ланди даже отсидел в тюрьме из-за просроченных долгов. Затем семья переехала в Брешию, где отец устроился портным, а мать и сёстры ушли в монастырь. Гаспаре взял на воспитание его дядя Эмануэле, чиновник при герцогском дворе Пармы.
До 1768 года Гаспаре Ланди посещал школу иезуитов, после закрытия ордена продолжал обучение у частных наставников. Заметив его способности к рисованию, дядя отдал Гаспаре в мастерскую художника из Пармы Дж. Бандини, работавшего в то время в Пьяченце. После 1772 года Гаспаре продолжил обучение в Пьяченце у художника А. Порчелли. Вместе со своим другом, декоратором и сценографом М. Николини, Ланди самостоятельно изучал работы художников болонской школы, таких как Лодовико Карраччи, Доменикино, Гверчино, Гвидо Рени, а также Порденоне и Прокаччини.
20 августа 1774 года он женился на Диане Джузеппе Альбанези, от которой у него было два сына: Альфонсо (родился 10 июня 1775 года) и Пьетро Антонио (26 декабря 1777 года).
20 июня 1781 года Гаспаре Ланди приехал в Рим, некоторое время был учеником Доменико Корви и Помпео Батони. Он изучал античные древности, участвуя в археологических раскопках, изучал теоретические работы Антона Рафаэля Менгса и труды по истории искусства.
Однако поскольку историческая живопись была относительно трудоёмкой и дорогостоящей, Гаспаре Ланди решил писать небольшие картины на религиозные сюжеты и портреты, с которыми он был настолько успешен, что смог соперничать с Анжеликой Кауфманн, искусство которой он также очень ценил из-за изящного стиля «грациозо». Его также считали соперником Винченцо Камуччини.
Гаспре Ланди был принят в образованное общество Рима, в которое входили кардинал, литератор и меценат Сиджисмондо Киджи и археолог Эннио Квирино Висконти. У Ланди были особенно плодотворные и длительные дружеские отношения с архитектором О. Бони и поэтом Дж. Де Росси, редактором художественного журнала «Мемуары изобразительных искусств» (Memorie per le belle arti), который финансировал C. Киджи.
В 1809 году Гаспаре Ланди принял участие в выставке на Капитолии и был выбран наполеоновским правительством для украшения новой императорской резиденции в Квиринальском дворце. Вместе с Камуччини, Антонио Кановой, Раффаэле Стерном, Виван-Деноном и М. Дару он отвечал за выбор иконографической программы и привлечение художников.
В 1805 году Гаспаре Ланди стал членом Академии Святого Луки в Риме, в 1812 году — профессором живописи, в 1817—1820 годах был принцепсом (президентом) Академии.
Бонапарт сделал его кавалером Ордена Железной Короны, ордена Сан-Джузеппе (Святого Иосифа). Около 1820 года Ланди вернулся в Пьяченцу, намереваясь остаться там навсегда, но в 1824 году вновь обосновался в Риме. Ему предложили должность профессора Венецианской академии, но вместо этого он остался президентом Академии Святого Луки.
Гаспаре Ланди умер в Пьяченце 27 февраля 1830 года. Среди его многочисленных учеников были Томмазо Минарди, Дж. Сильваньи, К. М. Виганони и Микеле Ридольфи.

## Галерея

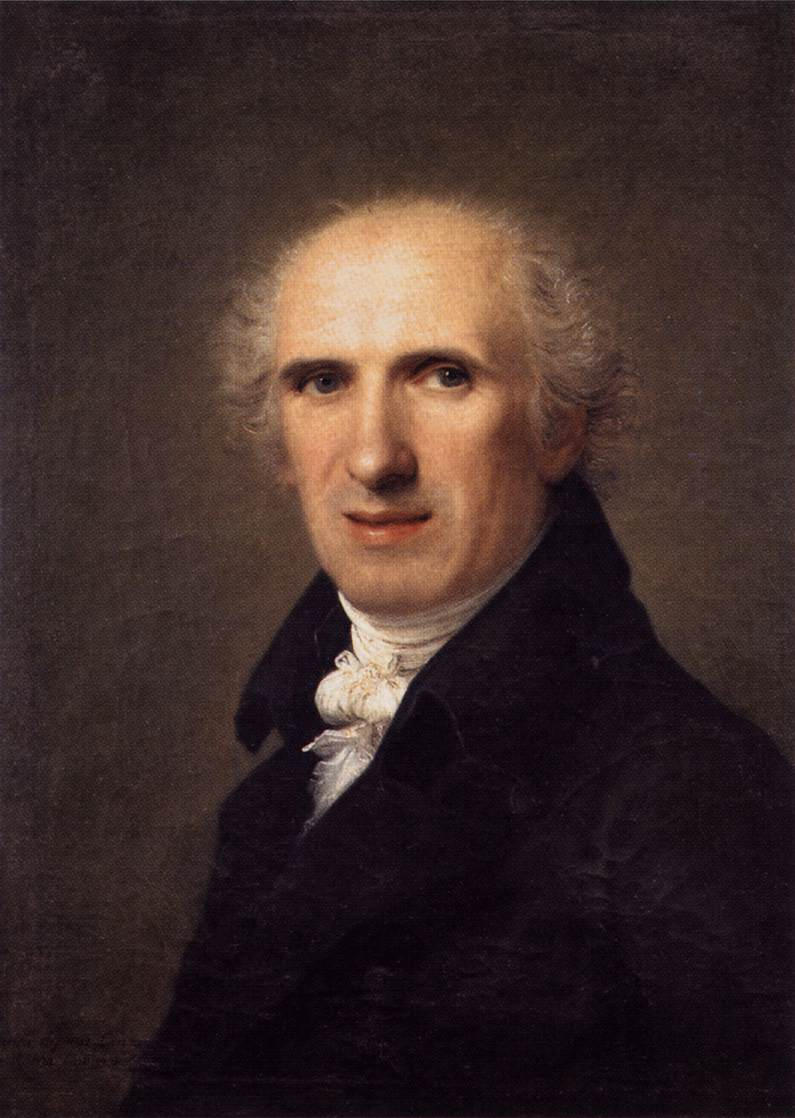
Портрет Антонио Кановы. 1806. Галерея Боргезе, Рим
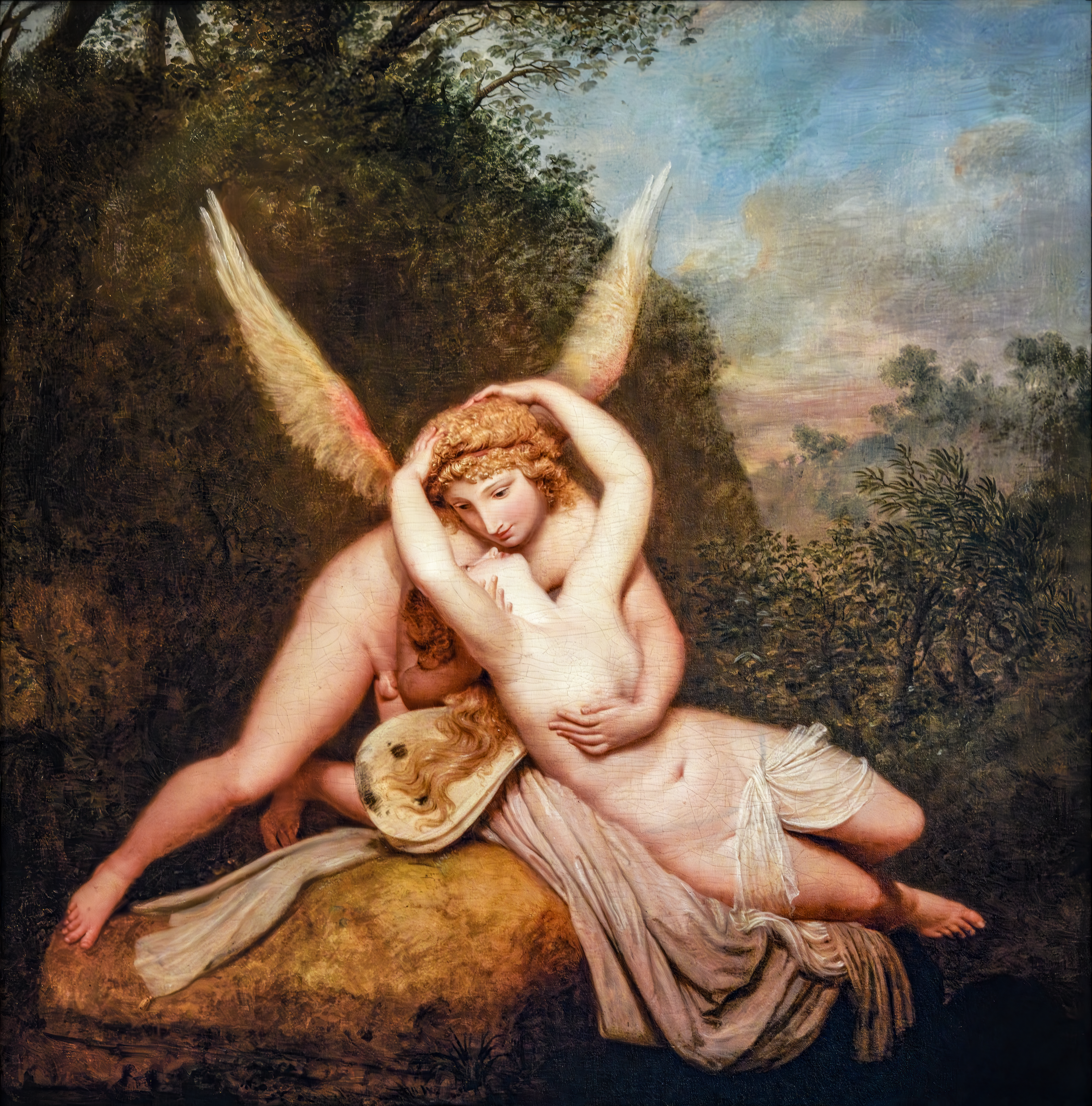
Амур и Психея. 1789—1794. Музей Коррер, Венеция
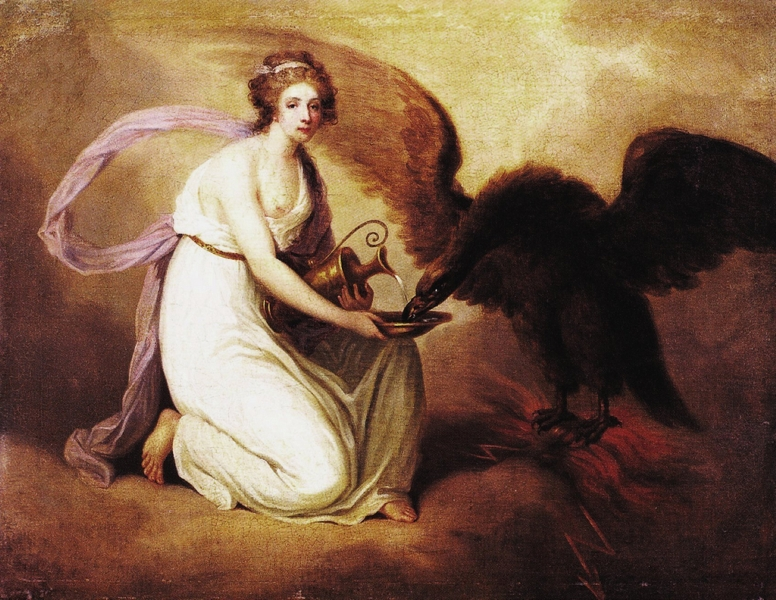
Геба, вскармливающая Юпитера в образе орла. 1790. Местонахождение неизвестно
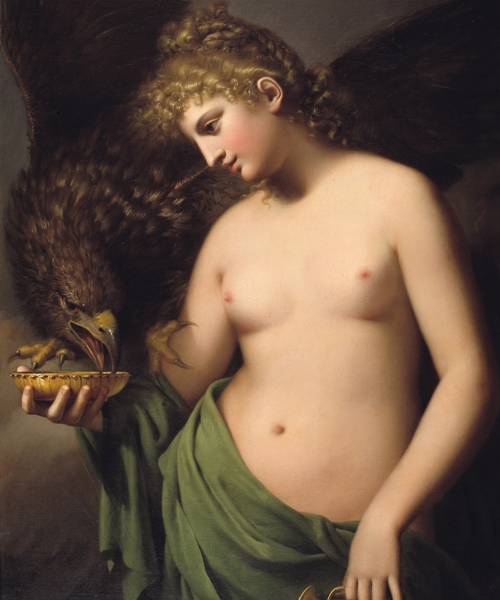
Геба, вскармливающая Юпитера (вариант картины). 1790
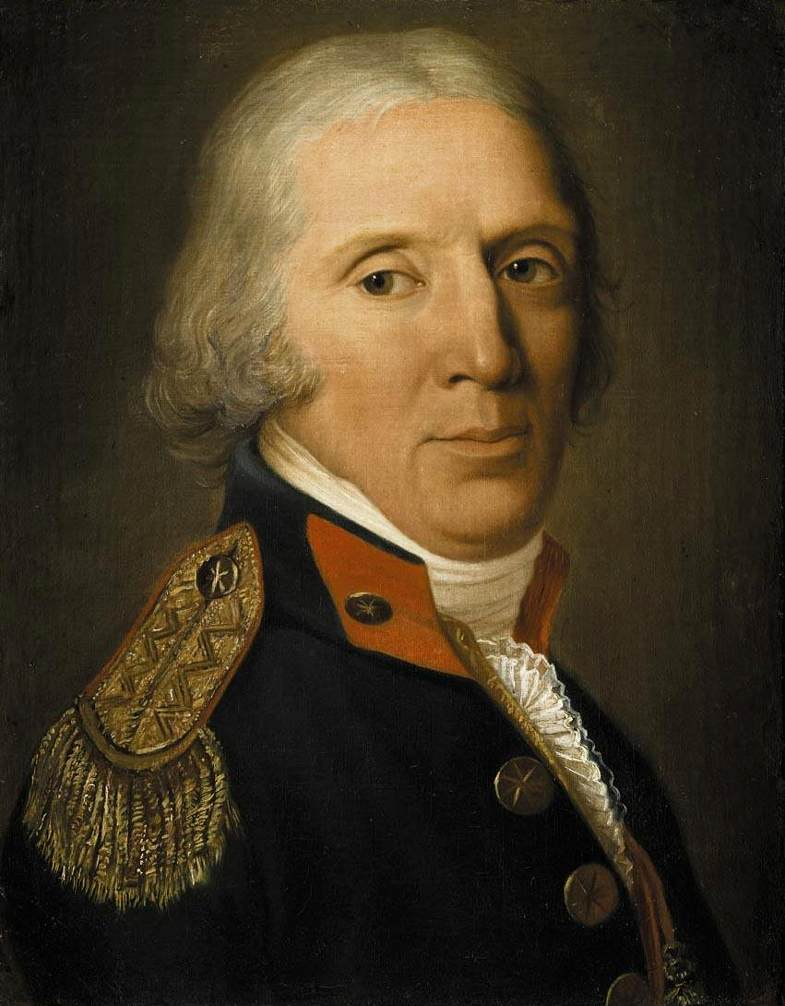
Портрет Онофрио Бони. Ок. 1801 г. Частное собрание
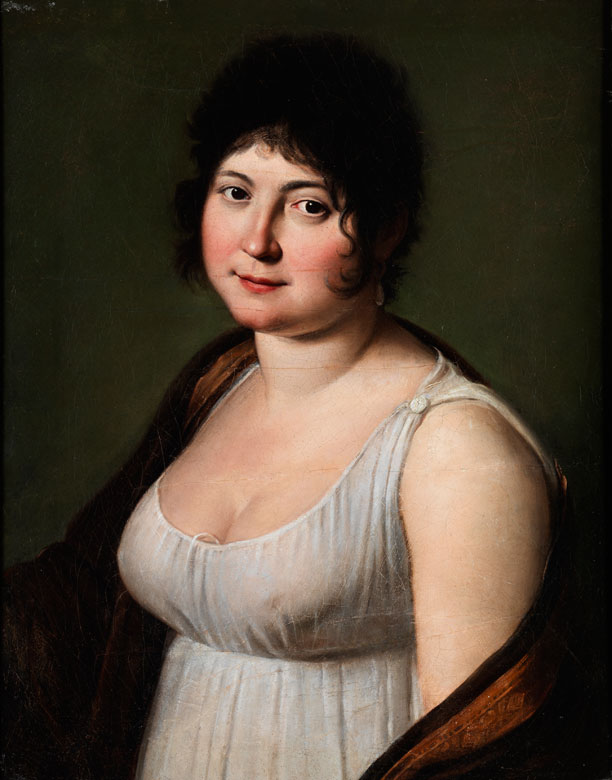
Портрет дамы в платье стиля ампир. Ок. 1810. Частное собрание